# El Camp de Mirra
El Camp de Mirra är en ort i Spanien.   Den ligger i provinsen Provincia de Alicante och regionen Valencia, i den sydöstra delen av landet, 300 km sydost om huvudstaden Madrid. El Camp de Mirra ligger 582 meter över havet och antalet invånare är 439.
Terrängen runt El Camp de Mirra är huvudsakligen kuperad, men den allra närmaste omgivningen är platt. El Camp de Mirra ligger nere i en dal. Runt El Camp de Mirra är det ganska glesbefolkat, med 38 invånare per kvadratkilometer. Närmaste större samhälle är Villena, 10,0 km sydväst om El Camp de Mirra. Trakten runt El Camp de Mirra består till största delen av jordbruksmark.